# (58185) Rokkosan
(58185) Rokkosan – planetoida z pasa głównego asteroid okrążająca Słońce w ciągu 3 lat i 179 dni w średniej odległości 2,29 j.a. Została odkryta 7 września 1991 roku w oberwatorium w Geisei przez Tsutomu Sekiego. Nazwa planetoidy pochodzi od Rokkō-san, góry za miastem Kobe. Przed nadaniem nazwy planetoida nosiła oznaczenie tymczasowe (58185) 1991 RH1.